# ویسنته آپریسیو
ویسنته آپریسیو (اسپانیایی: Vicente Aparicio‎؛ زادهٔ ۱۴ سپتامبر ۱۹۶۹) دوچرخه‌سوار اهل اسپانیا است.